# Steiner József (építész)
Steiner József (Máriaháza, 1872. február 27. – Budapest, 1958. október 16.) gyémántdiplomás magyar építész.

## Élete
Steiner Jakab és Neumann Hermin fia. Az 1898. október 23-i Békés újságban megjelent eljegyzési hír szerint „Grimm A. József aradi kereskedő szép leányát, Blankát, eljegyezte Steiner József műépítész, államépítészeti királyi mérnök Aradon.” 1899-ben Aradon kötöttek házasságot. Attól az évtől a városban és máshol nevéhez középületek sorának tervezése fűződik: pl. a MÁV üzemvezetőségének palotája (ma CFR-székház, a Podgoria téren), a menyházai Andrényi-kastély, piski pályaudvar, tövisi vasútállomás. Többnyire szecessziós, de eklektikus stilusban is dolgozott. 1905-ben két leánygyermekükkel (Péter nevű fiuk halála után) már a budapesti Szent Gellért tér 3. szám alatt épült „impozáns palotában” élt a házaspár, ezután a Fadrusz utca 6. szám alatt általa tervezett saját házuk egyik lakásába költözött. A sikeres mérnök, kora építésztársadalmának meghatározó személyisége volt.

## Műve
- Uránia-palota Kolozsvár, 1910 (alkotótársa Kappéter Géza)

## Emlékezete
- A Farkasréti temető 15-1-7/8 sírhelyén nyugszik, amelyet Varga Oszkár szobrászművész bronz domborműve díszít. (Steiner Józsefné Grimm Blanka (1879–1956) feleségével közös síremlék.)